# Іваничі
Іва́ничі — селище в Україні, у Володимирському районі Волинської області. Розташоване на південному заході області. Населення 6500 особи. Центр Іваничівської селищної громади.

## Історія
Перша згадка про Іваничі в історичних документах належить до 1545 року. У цей час село перебувало під владою Литовського князівства. Після Люблінської унії 1569 року село переходить під владу шляхетської Польщі. Згідно з поборними реєстрами 1629 року, на цей час, у селі знаходилось 68 димів. Після третього поділу Польщі в 1795 році Іваничі разом з усією західною Волинню увійшли до складу Російської імперії. У 1899 році в селі було відкрито першу церковно-парафіяльну школу, яку в 1911 році відвідувало 36 учнів. У ході Першої світової війни Іваничі були захоплені австро-німецькими військами, які перебували тут до кінця 1918 року. З 22 січня Іваничі входять до складу нової незалежної держави — Української Народної Республіки. А на початок 1919 року Іваничі знову ж-таки переходять під владу Польщі. 20 вересня 1939 року село, як і уся Західна Україна, захоплена радянськими військами. У 1940 році в Іваничах почала працювати сільська рада народних депутатів трудящих.
Іваничі — порівняно молоде селище. В категорію містечок було включене вже у повоєнний час. Адміністративний центр Іваничівського району, який було створено 1940 року. Селище розташоване у південній частині Волинської області за 89 км від обласного центру. Залізнична станція з однойменною назвою знаходиться на лінії Ковель-Львів. Селище має автобусне сполучення шосейними дорогами з містами Нововолинськ, Володимир, Горохів, Луцьк, Сокаль, Шептицький, Львів.
Іваничівській селищній раді підпорядковані населені пункти Долинка і Романівна [3,212]. Чисельність населення селища становить близько 7,1 тис. чоловік. Площа, згідно з матеріалами про визначення меж селища, становить 605 га. Територія Іванич була заселена здавна. На околиці селища виявлено поселення доби бронзи (II тис. до н. е.), де знайдено крем'яні ножі, кам'яну сокиру, посуд [6, 16]. Село Володимирського повіту Порицької волості, 31 кілометр від Володимира на південь, при малому ставі і річці, притоці річки Луги [7], як свідчать археологічні дані, виникло вже у той час, коли навколишні землі увійшли до складу Київської держави. Назва ж села дозволяє більш конкретизувати час його виникнення — це епоха повного утвердження християнства в побуті волинян — XI—XII століття, а то й пізніше. Перша згадка про Іваничі в історичних документах належить до 1545 року, коли Волинська земля входила до складу Великого князівства Литовського.
Пов'язана ця згадка з роботою урядової комісії, що розглядала скаргу про стягнення мита власниками деяких сільських маєтків на торгових шляхах Луцького та Володимирського повітів [5, 249]. У цей період село не було великим і належало родині волинських землян Іваницьких. У 1545 році Іваничі належали до Ходора, в 1570 році до Лаврина Іваницького, а в 1583 — до вдови Лаврина Іваницького [7]. Наприкінці 16 століття власник Іванич сплачував податки за 15 домів, 6 городників та вітряний млин. Але менш як за сто років кількість домів зросла майже вдвічі. Подружжя Богушевишів-Іваницьких належало до відомого шляхетського волинського роду, знаного своєю доброчинністю та щедрими вкладами в православні храми. Відомо, що син Іваницьких — Лазар Іваницький — обіймав посаду володимирського міського судді, і зокрема, його ім'я фіксується серед суддів князя Острозького. Онук Лаврентія і син Лазаря — Матвій Іваницький — був володимирським коморником та володимирським міським писарем. Його сестра Федора (в інших джерелах Тереза) стала дружиною власника сусідніх маєтностей шляхтича Григорія Киселя Низкиницького і матір'ю відомого політичного діяча Адама Киселя. Інший син Лаврентія та Мотрони Іваницьких Гаврило, володимирський підстароста, покровительствував социніанам, як і онуки Матвій, Павло, Товій та невістка Федора Чапличівна були вже не православними, а соцініанами. В Іваничах під їхнім патронатом діяла потужна социніанстська община.
Павло Іваницький набув відомості як протестантський письменник [1, 123]. Від перших власників — землянського роду Іваницьких, у селі залишилась на околиці Загребелля збудована ними дерев'яна церква, рукописне Євангеліє 17 ст., пам'ятковий хрест з чашею та ікона Благовіщення Пресвятої Богородиці. Хрест з чашею та ікона на початку XX століття з Іванич були перевезені до Володимирського хранилища старожитностей. Іваничівська ікона Благовіщення Пресвятої Богородиці (1579 р.) сьогодні знаходиться в експозиції Харківського художнього музею [4, 52]. Дерев'яний різьблений хрест у срібній оправі, датований 1576 роком, є найбільш раннім з усіх досі відомих українських різьблених хрестів і знаходиться в Національному музеї українського народного декоративного мистецтва у Києві [8]. В 17 столітті Іваничі переходять до Красницьких, від них до Чацьких, власників сусіднього містечка Порицьк. У цей період деякі зміни в житті селян були викликані не так зміною господарів, як проведенням неподалік села державного кордону.
Після входження Волині внаслідок розподілу Польщі до складу Російської імперії, кордон з Австро-Угорщиною пройшов по річці Буг, яка отримала додаток «Західний» до назви, та по сухопутному рубежевіз колишнім Белзьким воєводством. Близькість кордону по-різному відображалася на долі села: це і контрабанда товарів, і допомога тим, хто тікав від кріпацтва (адже за кордоном в Австро-Угорщині воно було ліквідоване раніше). У 1861 році, на час звільнення селян від кріпацтва в Російській імперії, у селі Іваничі налічувалося 67 дворів. Після реформи в Іваничах швидко наростають зміни. Ще не остаточно викуплені земельні наділи селяни почали ділити між своїми дітьми, тому кількість садиб у селі росте. Колишній власницький маєток (фільварок) було розділено на частини і розпродано. Більшість його ділянок викупили чеські колоністи, які організували тут взірцеву рільничу господарку. Іваничі на початку XX століття — значне село, що нараховувало понад 168 садиб, а жителів понад тисячу. В селі була парафіяльна школа, два млини — водяний і вітряк, влаштовано ставки для розведення риби. На початку Першої світової війни до Іванич було прокладено залізничну лінію, яка з'єднала село з містом Володимир-Волинський і в той час мала стратегічне значення. Цю роботу виконував спеціальний військовий залізничний батальйон з Росії разом з навколишніми селянами. Одразу, коли залізниця почала функціонувати, Іваничі були захоплені австро-німецькими військами, що перебували тут до кінця 1918 року. Селище ввійшло до складу Волинського округу, утвореного з центром у Володимирі-Волинському.
Внаслідок боїв, які відбувалися влітку 1915 року між російськими та австро-німецькими військами, село було дуже зруйноване[3, 216]. Наприкінці 1915 року залізничну гілку з Іванич було проведено до Сокаля і з'єднано з напрямком до Львова. Завдяки цьому німецький підприємець Рутман у 1916 році споруджує в селі лісопильний завод, основна продукція якого залізницею вивозилась на Захід: в Австрію та Німеччину. З утворенням у Володимирі комітету Українських січових стрільців, а згодом Окружної шкільної Ради, що керували українськими приватними школами, Іваничі потрапляють у сферу їхньої культурно-просвітницької діяльності. Приміщення залізничного вокзалу споруджено у 1915 році. Воно було дерев'яне і мало дерев'яний перехід через колії. У приміщенні вокзалу в 1919 році розташовувався штаб 13-ї сотні Української Галицької Армії. Сотня вела складні бої з польськими військами, сили яких суттєво переважали. Побачивши, що не вдасться утримати приміщення, оскільки багато стрільців було вбито, командир дав наказ на відступ у напрямку села Ляхів (тепер Старосілля). Потім сотня переправилась через Буг і з'єдналась з основними силами Українських Січових Стрільців у місті Сокалі [2, 5]. Теперішнє муроване приміщення станції збудували поляки в 1925—1926 роках.
За Ризьким мирним договором Волинь, у тому числі й Іваничі, входить до складу Польської республіки. Більшість мешканців Іванич займається сільським господарством. У селі, за даними 1931 року, було 278 господарств, збудоване приміщення для початкової школи і народного дому.
У вересні 1939 року, згідно із пактом Молотова — Ріббентропа, село захоплено військами СРСР. Замість початкової школи було відкрито семирічну, організовано два колективних господарства. У 1940 році почала працювати Іваничівська селищна рада. Незабаром відкрили поліклініку і відділення зв'язку.
Подальші зміни були припинені у зв'язку з початком німецько-радянської війни. 20 липня 1944 року війська 3-ї армії 1-го Українського фронту знову захопили Іваничі і відновили радянську владу. Це стало початком нової сторінки біографії села. У зв'язку з тим, що сусіднє містечко Порицьк, яке було районним центром, окупанти зруйнували майже повністю, районні організації та установи розташовувалися в Іваничах. Цьому посприяло декілька факторів: значні розміри села, наявність у ньому громадських будов для різних районних організацій та головне — залізничний зв'язок. Так Іваничі стали тимчасовим центром Порицького району, а з червня 1946 року вже постійним центром Іваничівського району. Це значною мірою зумовило перетворення села в селище міського типу.
Насамперед, було відбудовано і розширено наявні приміщення підприємств та громадських закладів: школи, лікарні, клубу, пошти. Через декілька років в селищі почали діяти дві середні школи, школа-інтернат, дитячий садок, зведено нові адміністративні корпуси, приміщення для інших закладів. Значно зростає і кількість підприємств, найвагомішим з яких стає цукровий завод, що дав свою першу продукцію 9 січня 1957 року і був одним із перших на Волині. Будівництво цукрового заводу сприяло виникненню нового селища зі своїми мікроструктурами, як-от: школа, клуб, поштове відділення. Сьогодні завод знаходиться в приватній власності і має назву «Європацукор». Основу господарського комплексу сучасного селища Іваничі складають промисловість, сільськогосподарське виробництво, капітальне будівництво, зовнішній транспорт, склади та бази. У селищі працює мале акціонерне виробництво «Труби». Протягом останніх років стабільно розвивається малий бізнес. Це, у основному, малі та середні підприємства, які займаються торговельною діяльністю. Малі підприємства створені також у деревообробній і будівельній галузях. Підприємницькою діяльністю в селищі займається понад 300 жителів. В Іваничах функціонує понад 50 магазинів, 12 закладів громадського харчування. Селище забезпечене інженерною інфраструктурою, має централізоване газо-, водо-, електропостачання та каналізацію. Сучасні Іваничі розділені річкою Лугою та її заплавою на дві частини: південна — давні, старі Іваничі, і північна- селище цукрового заводу. Вся заселена територія селища витягнутим прямокутником простягнулась вздовж залізничної лінії. Центр композиції старих Іванич пов'язаний із залізничним вокзалом, із площі перед спорудою розходяться основні вулиці містечка, а також вулиця, що об'єднує обидві частини селища. Забудова містечка малоповерхова, переважно садибна. Декілька поверхових будинків є на основних вулицях та селищі цукрового заводу.
Перший план розбудови селище Іваничі отримало в 1969 році, коли кількість населення складала близько 5 тисяч. У найближчій перспективі план передбачав збільшення населення до 6 тисяч, подальшому — до 8 тисяч. Це максимальна демографічна перспектива, оскільки попри значну кількість підприємству селищі, їх явно недостатньо для того, щоб довести збільшення населення до категорії міста.
З 24 серпня 1991 року селище входить до складу незалежної України.
У 1995 році селище відзначало 450-річний ювілей з часу його заснування. Того ж року рішенням селищної ради затверджено герб та прапор Іванич, за основу якого взято елементи з родинного герба перших власників села — Іваницьких. Основним аспектом міжнародного співробітництва є співпраця з іншими містами за кордоном. Сьогодні Іваничі розвивають активні відносини з гміною Конськоволя Люблінського воєводства Республіки Польща та містом Ерцгаузен Федеративної Республіки Німеччина. В процесі такої співпраці періодично здійснюються зустрічі з метою обміну досвідом, навчальні візити, культурні заходи, реалізація спільних проектів.

## Населення

### Мова
Рідна мова населення за даними перепису 2001 року:
| Мова            | Кількість | Відсоток |
| --------------- | --------- | -------- |
| українська      | 6830      | 98.73%   |
| російська       | 73        | 1.05%    |
| вірменська      | 4         | 0.06%    |
| польська        | 3         | 0.04%    |
| угорська        | 2         | 0.03%    |
| білоруська      | 2         | 0.03%    |
| інші/не вказали | 4         | 0.06%    |
| Усього          | 6918      | 100%     |

## ЗМІ
- Газета «Колос (Іваничі)»

## Клімат
- Клімат Іванич помірно-континентальний, зима відносно м'яка з частими відлигами, літо помірно тепле та вологе, весна і осінь затяжні[3]. Середньорічна температура повітря становить 7,4 °С, найнижча вона у січні (мінус 4,9 °С), найвища — в липні (18,0 °С)[4].

Найменша хмарність спостерігається в серпні, найбільша — в грудні. Найбільшу повторюваність в місті мають вітри із заходу, найменшу — з північного сходу. Найбільша швидкість вітру — у листопаді, найменша — влітку. У січні вона в середньому становить 4,1 м/с, у липні — 2,8 м/с.
| Клімат Іванич                                              | Клімат Іванич | Клімат Іванич | Клімат Іванич | Клімат Іванич | Клімат Іванич | Клімат Іванич | Клімат Іванич | Клімат Іванич | Клімат Іванич | Клімат Іванич | Клімат Іванич | Клімат Іванич | Клімат Іванич |
| Показник                                                   | Січ.          | Лют.          | Бер.          | Квіт.         | Трав.         | Черв.         | Лип.          | Серп.         | Вер.          | Жовт.         | Лист.         | Груд.         | Рік           |
| Середній максимум, °C                                      | −2            | −1            | 3             | 11            | 18            | 20            | 22            | 22            | 17            | 11            | 4             | 0             | 10            |
| Середня температура, °C                                    | −4,9          | −3,5          | 0,9           | 8,0           | 13,8          | 16,8          | 18,0          | 17,4          | 13,3          | 7,9           | 2,6           | −2            | 7,4           |
| Середній мінімум, °C                                       | −7            | −6            | −1            | 3             | 8             | 11            | 14            | 12            | 9             | 4             | 0             | −4            | 3             |
| Норма опадів, мм                                           | 31            | 31            | 27            | 39            | 60            | 68            | 76            | 61            | 56            | 37            | 36            | 38            | 560           |
| ---------------------------------------------------------- | ------------- | ------------- | ------------- | ------------- | ------------- | ------------- | ------------- | ------------- | ------------- | ------------- | ------------- | ------------- | ------------- |
| Джерело: Кліматичні дані Іванич на сайті«www.meteoprog.ua» |               |               |               |               |               |               |               |               |               |               |               |               |               |

## Герб
Сучасний герб затверджений рішенням сесії селищної ради за N6/2 від 2 жовтня 1995 р. В червоному полі золотий млин і срібний з хрестом місяць над ним. Щит обрамований декоративним картушем.
Місяць із хрестом — герб Повня — був знаком волинської шляхетської родини Іваницьких, які володіли поселенням ще у XVI ст. та сприяли його розвитку. Вітряк указує на поширений давніше мірошницький промисел.

## Культура

### Релігія
Адвентисти сьомого дня - громада налічує 44 члена громади.

## Пам'ятки
- Павлівський заказник — загальнозоологічний заказник місцевого значення.

## Славні земляки
- Гергель Оксана Василівна, чемпіонка світу з вільної боротьби 2015 року.
- Лелюков Юрій Миколайович — учитель, який ціною свого життя врятував життя 26 школярів Іваничівської середньої школи № 2[6][7][8].
- Лапін Ігор Олександрович– військовик.
- Мацерук Григорій Гнатович, український письменник і журналіст, який навчався в Іваничівській школі-інтернаті.
- Ващук Оксана Олегівна - спортсменка міжнародного класу
- Іван Палій  Богданович - заслужений тренер України
- Назарій Вакулка Андрійович - випускник Іваничівської дитячої музичної школи,  лауреат І премії (ударні інструменти) Всеукраїнського багатожанрового дистанційного фестивалю-конкурсу мистецтв "Україна ЄДИНА" (м.Київ) 2021 року.
- Андрій Злотко - чемпіон України з приготування піци (Парма 2018) ,власник піцерії у Римі.
- Янчук Валерій Леонтійович (1985-2014) — солдат Збройних сил України, учасник російсько-української війни.[9]